# Scott Palmer
Scott Kenneth Palmer (Palmerston North, 10 novembre 1977) è un ex rugbista a 15 e allenatore di rugby a 15 neozelandese naturalizzato italiano, in carriera attivo nel ruolo di terza linea ala e 12 volte internazionale per l’Italia.

## Biografia
Nato in Nuova Zelanda e cresciuto rugbisticamente nell'Auckland, Palmer rappresentò il suo Paese a livello U-21 nella selezione dei Māori; nel 1999 giunse in Italia ingaggiato dal Silea (oggi Mogliano) nel quale trascorse tre stagioni; nel 2002 divenne idoneo per la Federazione italiana e si trasferì al Benetton Treviso, club nel quale rimase sei stagioni.
L'allora C.T. dell'Italia, e suo connazionale, John Kirwan, lo fece esordire in un test match contro l'Argentina a fine 2002 e successivamente lo convocò per la Coppa del Mondo di rugby 2003 in Australia.
Il nuovo C.T. Pierre Berbizier lo utilizzò solo per un incontro del Sei Nazioni 2004 più un test contro la Romania.
Pur essendo flanker, i 10 punti segnati da Palmer in Nazionale sono frutto di due mete realizzate l'una da sostituto, l'altra da titolare come numero 8 (entrambe contro la Scozia).
Nel 2008 lasciò il Benetton Treviso dopo 4 scudetti, una Coppa Italia e una Supercoppa, e ha firmò un contratto di un anno con opzione per un'ulteriore stagione per il Veneziamestre.
Al termine dei due anni di contratto firmò nel 2010 un ingaggio con il Petrarca, con cui vinse il campionato italiano 2010-11.
Terminato l'ingaggio con la squadra padovana, Palmer firma un contratto con la neoformata compagine di serie B Heliantide Rugby Reggio Calabria, nell'omonima città, allenata da Annibale Fusco..
Al termine dell'esperienza in Calabria, è il nuovo allenatore Rugby Udine 1928 per la stagione 2013-14.

## Palmarès
- Campionati italiani: 5
Benetton: 2002-03, 2003-04, 2005-06, 2006-07
Petrarca: 2010-11
- Coppe Italia: 1
Benetton Treviso: 2004-05
- Supercoppe d'Italia: 1
Benetton Treviso: 2006